# Kategoria e Tretë
La Kategoria e Tretë, desde su creación en la temporada 2003-2004, es el cuarto y último nivel del fútbol en Albania. Por motivos logísticos y presupuestarios, casi todos los encuentros de esta división se juegan en el Centro Deportivo Kamza, ubicado en Kamëz y perteneciente a la Federación Albanesa de Fútbol.

## Historia
La Kategoria e Tretë fue fundada en 2003 como parte de la reestructuración que sufrió ese año el sistema de ligas del fútbol albanés. Desde la temporada 2016-2017, la cantidad de equipos se ha reducido a tal punto que la liga actualmente se juega con calendario anual y grupo único en vez de jugarse con calendario europeo y dos grupos como era hasta antes de esa temporada.

## Formato
Los ocho clubes que integran la Kategoria e Tretë en la temporada 2020 se enfrentan todos contra todos en dos ruedas. Tras el torneo asciende a la Kategoria e Dytë el campeón y el subcampeón de este, siempre y cuando cumplan con los requisitos que se le exigen a los clubes para participar en la categoría mencionada.

## Equipos participantes en la temporada 2024-25

### Grupo A
| Equipo          | Ciudad  |
| --------------- | ------- |
| Bulqiza         | Bulqizë |
| Eagle FA        | Tirana  |
| Himara          | Himarë  |
| Klosi           | Klos    |
| Olimpic Shkodra | Shkodër |
| Partizani B     | Tirana  |
| Shiroka         | Shirokë |
| UET             | Tirana  |

### Grupo B
| Equipo    | Ciudad        |
| --------- | ------------- |
| Albpetrol | Patos         |
| Bylis B   | Ballsh        |
| Gramozi   | Ersekë        |
| Labëria   | Vlorë         |
| Osumi     | Ura Vajgurore |
| Përmeti   | Përmet        |
| Skrapari  | Çorovodë      |
| Tepelena  | Tepelenë      |

## Historial
| Temporada | Campeón               |
| --------- | --------------------- |
| 2003-04   | KS Tërbuni            |
| 2004-05   | KF Këlcyra            |
| 2005-06   | Olimpiku Plug         |
| 2006-07   | Alfavita Shengjin     |
| 2007-08   | KS Bylis              |
| 2008-09   | KF Laçi               |
| 2009-10   | KS Bylis              |
| 2010-11   | KS Pogradeci          |
| 2011-12   | FK Vora               |
| 2012-13   | FK Partizani B        |
| 2013-14   | KF Tirana B           |
| 2014-15   | FC Kevitan            |
| 2015-16   | KF Skënderbeu Korçë B |
| 2016-17   | KF Spartaku Tirana    |
| 2018      | KF Rubiku             |
| 2019      | KF Selenica           |
| 2020      | Labëria FC            |
| 2021      | AF Luftëtari          |
| 2021-22   | AF Elbasani           |
| 2022-23   | KF Adriatiku 2012     |
| 2023-24   | Basania FC            |
| 2024-25   | KF Bylis B            |